# Plumatella pseudostolonata
Plumatella pseudostolonata är en mossdjursart som beskrevs av John Borg 1940. Plumatella pseudostolonata ingår i släktet Plumatella och familjen Plumatellidae. Inga underarter finns listade i Catalogue of Life.